# Unión Española (femenino)
Unión Española Femenina es la rama femenina del club de fútbol chileno del mismo nombre, radicado en la ciudad de Santiago. Milita actualmente en la Primera B de fútbol femenino de Chile, en donde participa desde 2019.
La rama femenina fue creada en 2008 para la participación del torneo de aquel año, conocido como Primera División de fútbol femenino de Chile, máxima categoría del fútbol femenino profesional en Chile. Es organizada por la Asociación Nacional de Fútbol Profesional, desde aquel torneo deportivo,  ha sido un constante participante.
Es local en el Estadio Santa Laura, con una capacidad actual de 19.000 espectadores, Aunque el equipo femenino utiliza también el Complejo Deportivo de la Caja 18 de septiembre.
Sus rivales tradicionales son Palestino y Audax Italiano con quienes disputa el llamado Clásico de Colonias.

## Estadio

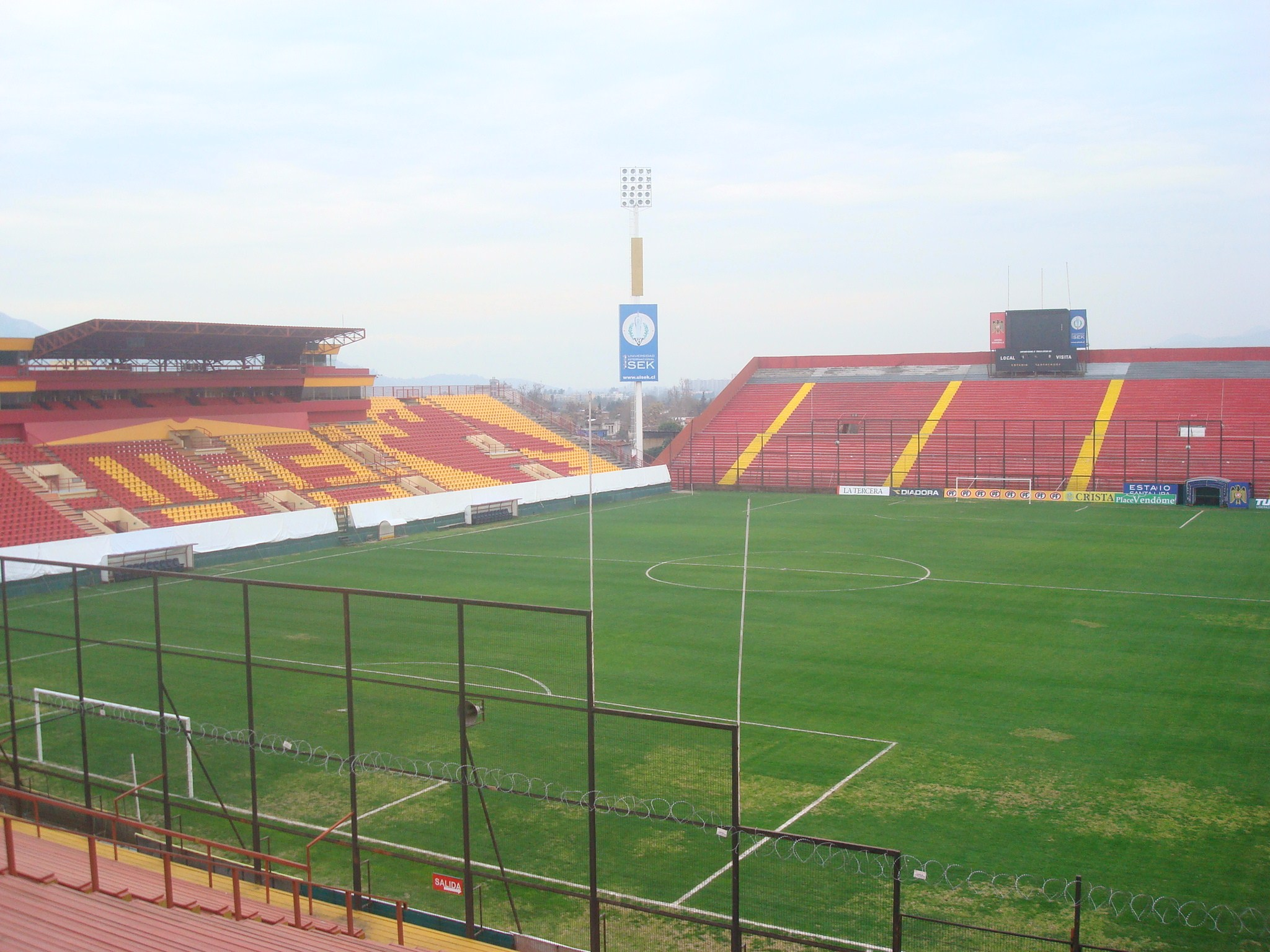
Nueva cara del Estadio Santa Laura.

La Unión Española juega de local en el estadio Santa Laura, propiedad del club por medio de la Inmobiliaria Unión Española, y administrado por la Universidad Internacional SEK Chile mediante una concesión de 10 años desde 2008. La construcción del estadio fue encargada por el presidente Rosendo de Santiago junto con los dirigentes José Goñi, Evaristo Santos y Juan Francisco Jiménez, quienes adquirieron los terrenos de la chacra La Obra para construir el futuro estadio de la Unión Deportiva Española.
El recinto de 5 000 espectadores fue terminado el 12 de noviembre de 1922 y posteriormente inaugurado el 10 de mayo de 1923, mediante un amistoso entre los primeros y segundos equipos de la Unión Deportiva Española y el Audax Italiano.
Se encuentra en calle Julio Martínez Prádanos #1365. Si bien al momento de la construcción, el estadio estaba fuera del radio urbano, en la actualidad se encuentra cercano a la Plaza Chacabuco, en la comuna de Independencia. Unión Española administra el complejo dispuesto en 4,2 h donde se encuentras 2 canchas y 4 multicanchas, además de las oficinas, camarines y servicios fundamentales para atender a los espectadores. Su cancha principal posee dimensiones de 105 x 68 m.
Tiene una capacidad de 19 000 espectadores aproximadamente.

## Jugadoras

### Altas 2025
| Jugadora            | Posición      | Procedencia          | Tipo |
| ------------------- | ------------- | -------------------- | ---- |
| Natalia Campos      | Portera       | Universidad de Chile |      |
| Constanza Santander | Defensa       | Universidad de Chile |      |
| Ámbar Soruco        | Defensa       | Santiago Morning     |      |
| Bárbara Muñoz       | Defensa       | Santiago Morning     |      |
| Daniela Pardo       | Defensa       | Santiago Morning     |      |
| Krishna Allende     | Defensa       | Everton              |      |
| Heidi Müller        | Mediocampista | Keiser University    |      |
| Margarita Collinao  | Mediocampista | Colo-Colo            |      |
| Yamila Pérez        | Delantera     | Universidad Católica |      |
| Valentina Bosio     | Delantera     | Municipal            |      |

### Bajas 2025
| Jugadora               | Posición      | Destino        | Tipo |
| ---------------------- | ------------- | -------------- | ---- |
| Daniella Rojas         | Portera       | Cobresal       |      |
| Maura Gómez            | Defensa       | Cobresal       |      |
| Isabela Ospina         | Mediocampista | Cobresal       |      |
| Yusmery Ascanio        | Mediocampista | 3B da Amazônia |      |
| Sofía Valderas         | Mediocampista | Curicó Unido   |      |
| Guillermina Cotellessa | Mediocampista | Cobresal       |      |
| Anaís Cortés           | Mediocampista | Magallanes     |      |
| Natalia Cayupán        | Mediocampista | Bandera de ?   |      |
| Catalina Valderas      | Mediocampista | Magallanes     |      |
| Rosa Rodríguez         | Delantera     | Magallanes     |      |
| Aixa Helbringer        | Delantera     | Bandera de ?   |      |
| Mariana Tiznado        | Delantera     | Cobresal       |      |
| Ailen Zárate           | Delantera     | Cobresal       |      |
| Antonia Sandoval       | Delantera     | Cobresal       |      |